# Скална лястовица
Скална лястовица (Ptyonoprogne rupestris) е името на сравнително едър представител на семейство Лястовици (Hirundinidae). Понякога е причислявана в отделен род Ptyonoprogne като Ptyonoprogne rupestris. По външен вид напомня Бреговата лястовица, но е по-дребна.

## Разпространение
Среща се в южните части на Европа (включително България) и Азия. По-северните популации са прелетни. Обитава предимно планински области, в близост до вода. Прелетна птица за България. Всяка пролет се връща по родните си места — високи недостъпни скали в планините, около които няма човешко присъствие. През последния половин век, тя е принудена да дели тези редки местоположения с Червенокръста лястовица (Hirundo daurica), която някъде от 1950 г. насам се засели широко в България. Така е навсякъде в Средна Стара Планина, където вечерно време около тези скали може да се наблюдават, смесени ята от двата вида.

## Начин на живот и хранене
Живее поединично или на малки ята, обикновено не лети много нависоко. Храни се с различни видове летящи насекоми, които улавя ловко по време на полет. За разлика от повечето видове лястовици лови и пеперуди. Пролетта — известно време след като дойде, остава в равнините, докато времето в планините се стопли. Само в този период може да бъде наблюдавана отблизо. Има изключително приятно пастелно оцветяване. Известно време след като човек се качи на скалите им, кръжат около некания гост тревожно, но след това губят интерес към него.

## Размножаване
Гнезди поединично или на малки колонии в скалисти местности и често избира отвесни скали с височина 50–60 м. Снася 3–5 бели с дребни червеникави петънца яйца.